# Autoroute A37 (France)

L'autoroute A37 est l'ancien nom donné à l'A31 sur le tronçon Beaune - Nuits-Saint-Georges - Dijon. Tronçon ouvert en 1974 géré par SAPRR qui a pris son appellation actuelle en 1982.